# Синеландия (станция скоростного трамвая Рио-де-Жанейро)
Синеландия — станция Легкорельсового трамвая Рио-де-Жанейро. Расположена между станциями «Антонио Карлос» и «Кариока».
Открыта 5 июня 2016 года. Расположена в историческом районе Центр Рио-де-Жанейро, на пересечении авениды Рио Бранко и улицы Санта-Луиза.